# سائوتومه و پرنسیپ در المپیک تابستانی ۲۰۲۴
کاروان المپیکی سائوتومه و پرنسیپ، یکی از کاروان‌های شرکت‌کننده در بازی‌های المپیک تابستانی ۲۰۲۴ بود. این دوره از بازی‌ها از ۲۶ ژوئیه تا ۱۱ اوت ۲۰۲۴ (۵ تا ۲۱ امرداد ۱۴۰۳ خورشیدی) به میزبانی پاریس، پایتخت فرانسه برگزار شد.
کاروان سائوتومه و پرنسیپ در المپیک، هشتمین تجربه حضور خود را به‌دست آورد. نخستین حضور آن‌ها به المپیک ۱۹۹۶ آتلانتا بازمی‌گردد. این کاروان در هیچ دوره‌ای موفق به کسب مدال نشده است.

## شرکت‌کنندگان
سه ورزشکار این کاروان در ورزش‌های زیر به رقابت پرداختند.
| ورزش        | مردان | زنان | مجموع |
| ----------- | ----- | ---- | ----- |
| دو و میدانی | ۰     | ۱    | ۱     |
| قایقرانی    | ۰     | ۱    | ۱     |
| جودو        | ۱     | ۰    | ۱     |
| مجموع       | ۱     | ۲    | ۳     |